# Andrew Wakefield
Andrew Wakefield (sinh 1956) là một bác sĩ phẫu thuật trước đây và nhà nghiên cứu người Anh nổi tiếng với tuyên bố công bố cuộc nghiên cứu cho rằng vắc-xin sởi, quai bị, rubella có thể gây bệnh tự kỷ.
Mặc dù cuộc nghiên cứu vào năm 1998 của Wakefield sau đó đã bị nhiều tổ chức y tế có uy tín bác bỏ, nhưng hậu quả của nó vẫn kéo dài tới tận ngày nay.
Bốn năm sau khi công bố ban đầu của nghiên cứu đó Wakefield dẫn đầu vào năm 1998, một nghiên cứu của các nhà nghiên cứu khác đã không xác nhận hoặc sao chép những phát hiện của Wakefield.
Nhiều phụ huynh đã sợ hãi và không cho con cái họ đi tiêm phòng vắc-xin sởi, quai bị, rubella, dẫn đến sự quay trở lại của bệnh sởi ở nhiều nước phương Tây, các quốc gia vốn trước đó hầu như đã diệt trừ được căn bệnh này.
Andrew Wakerfield đã bị các cơ quan có thẩm quyền Anh tước giấy phép hành nghề vào năm 2011.